# アンナ・ウェッセルズ・ウィリアムズ
アンナ・ウェッセルズ・ウィリアムズ（Anna Wessels Williams、1863年3月17日 - 1954年11月20日）はアメリカ合衆国初の公立診断研究所の病理学者。医療行為よりもむしろニューヨーク診療所の女子医学校で受けた臨床病理の知識でキャリアを積み、その過程でいくつもの感染症についてワクチン、治療法や診断テスト開発に取り組む。対象とした疾患はジフテリア、狂犬病、猩紅熱、天然痘、インフルエンザから髄膜炎にいたる。特筆すべきはウィリアムズが分離培養したジフテリアの病原細菌の株で、病気を制御する抗毒素の生産に活用された。1932年、女性として初めてアメリカ公衆衛生協会の実験部門長に選ばれる。 

## 前半生
1863年、ニュージャージー州ハッケンサック生まれで母はジェーン・ヴァン・ソーン、父はウィリアム・ウィリアムズという。アンナ・ウェッセルズ・ウィリアムズは地元の高校を1883年に卒業後、学校で教職につく。 
人生の転機は1887年、妹のミリーが死産で一命を取り留めたときに訪れる。姉として、出産に立ち会った医師の訓練の未熟さが悲劇の原因であると疑わず、教師を辞めると医学教育を受けなおすことを決心する。同年ニューヨーク診療所の女子医学校に入学し、エリザベス・ブラックウェルとメアリー・パトナム・ヤコビに教えを受ける。後年にこの時期を回顧している。 
「私はそれまで、事実上、女性はひとりも足を踏み入れていない方法を取ろうとしていた。当時の私は性別や人種、宗教あるいは能力を除く要因とは無関係に、人間の個性を最も強く信じていた。したがって女性には男性と同等の機会を与えて最大限に実力を伸ばすべきだと信じていた 」
1891年に卒業するとウィリアムズは母校で病理学と衛生学を教え、医療の研鑽をウィーン、ハイデルベルク、ライプツィヒ、ドレスデンで続ける。 

## 研究歴

### ジフテリア研究
ニューヨーク市保健局がコレラの流行に対応してアメリカ初の市営の診断研究所を創設すると、その1年後の1894年、ウィリアムズは同所で無給労働者として働き始める。ウィリアム・H・パーク所長が取り組んでいたジフテリア・プロジェクトに密接に協力した最初の年に、ジフテリアの抗毒素 (1890年発見) の大量生産に使用できる菌株の分離に成功する。この重要な発見は抗毒素の入手の道を大幅に広げコスト削減につながり、この重病の制御に役立った。ウィリアムズの発見から1年を待たず、抗毒素の膨大な需要に対応するため、ワクチンはアメリカとイギリスの医師に無償で提供された。ウィリアムズには常勤職員の座が用意され、細菌学副主任に任命された。ウィリアムズによる発見はパークの不在時だったが、実験室の成果は本質的に共同名義であったため、この菌株の命名は研究者両名にちなんで「パーク・ウィリアムズ8号株」とされたものの、まもなく便宜的に短縮されて「パーク8号株」と呼ばれるようになる。同様の立場にある人には珍しく、ウィリアムズは自分の名前が付くかどうかあまり重要視せず、「このような形でパーク博士と私の名前が結びつき光栄」だと述べた。この菌株は2000年代に入っても基礎研究に用いられている。 

### 狂犬病研究
1896年にパリのパスツール研究所におもむいたウィリアムズはジフテリアの場合と同じように、抗毒素の開発に使用できる猩紅熱の毒素を見つけようとしたものの成功にはいたらず、その代わり、当時、パリで進んでいた狂犬病研究に新たに関心を抱いた。ニューヨークにウイルスの培地を持ち帰るとワクチン開発に使用、少量の狂犬病ワクチンを生産することに成功する。初期の実証実験を経て、狂犬病ワクチンの生産はアメリカのワクチン研究の優先事項になる。1898年には大量生産に使える効果的なワクチンが開発された。 
ウィリアムズはその後、診断という、狂犬病の治療におけるもうひとつの課題に注目する。この疾患は潜伏期間が非常に長いため、診断がつく頃にはワクチンの使用が手遅れという事態が頻発した。病気の進行前に診断できれば、患者の生存率が向上する。ウィリアムズは感染動物の脳を研究し、症状が現れる前に脳細胞がウイルスによって変化すると発見する。だが同じ発見をしたアデルチ・ネグリ（英語）というイタリア人医師が先に1904年に発表したので、異常な細胞は残念ながらネグリ小体と呼ばれることになった。 
1905年、ウィリアムズはネグリ小体の検出に用いる脳組織の調製および染色に新しい方法を開発した。これにより検査結果を得る時間がそれまでの数日から数分に短縮される。旧来の方法を上回るその方法は以降30年にわたって狂犬病の標準的な診断手法として定着する。アメリカ公衆衛生協会は1907年に狂犬病診断の標準的手法に関する委員会を設立、その専門知識を認めてウィリアムズに委員長を委嘱する。 

### 後半生
1905年、ウィリアムズ博士は1894年から勤続した保健省で研究部門の副所長に昇進。この立場ではエミリー・バリンジャー（英語）とは性病の診断と治療の改善に、またジョセフィン・ベイカー（英語）率いる小児衛生部とは都市部の貧困層の患者、特に失明する子どもが多いトラコーマという疾患に取り組み、協力して診断検査を改善した。 
第一次世界大戦中のウィリアムズは陸軍省の訓練プログラムをニューヨーク大学で指揮し、国内外の医療研究所へ送る戦争労働者を訓練する。また軍の髄膜炎保因者の診断法を研究、戦後は最前線の研究者の一人として1918年のスペインかぜの致命的なパンデミックと戦おうとする。 

## 執筆活動
ウィリアムズは研究に加え、ジフテリア抗毒素に関する共同研究の後も引き続きパークと密接に協力し、影響力のある本を2冊共同執筆で上梓した。両者は1905年に『Pathogenic Micro-organisms Including Bacteria and Protozoa: A Practical Manual for Students, Physicians and Health Officers』 (仮題：細菌と原生動物を含む病原性微生物：学生、医師、健康管理者向けの実践マニュアル) を出版、1939年には第11版まで重ねた。両者が1929年に出した『Who's Who Among the Microbes』(仮題：微生物事典)は、一般の読者を対象にした最初期の生物医学参考書の1つである。 

## 名誉と賞賛
ウィリアムズが受けた名誉と賞賛は多い。1915年にはニューヨークの女性医学会会長に選出される。1920年代、ウィリアムズは猩紅熱に関する広範な研究を行う。ディック検査といってジョージとグラディスのディック夫妻が開発した方法により何千人もの子供の罹患者が検出され、ウィリアムズは陽性と診断された数百症例について、抗毒素の使用された例を調べた。1931年にアメリカ公衆衛生協会検査部門の要職に選出されるとその翌年、同部門初の女性部門長に任命される。 
長年のニューヨーク市への奉仕をたたえ、1936年、ニューヨーク女性医学会はウィリアムズ博士を囲む夕食会を主催する。主賓あいさつに立ったウィリアムズは長年一緒に働いてきた同僚、すなわち細菌学に従事した多くの女性、そのキャリアを築く道のりでウィリアムズ研究室で一緒に働いたり、保健省で自分の指導のもと務めた人々に謝意を述べている。実は70歳を迎えた1934年、ウィリアムズは周囲の多くの人々から慰留されたにもかかわらず、 ニューヨーク市職員就労規定により他のおよそ100人の労働者とともに定年退職させられ、その地位を降りた。フィオレッロ・ラ・ガーディア市長は、ウィリアムズの退職発表においてその経歴を「国際的に評価された科学者」であると正確に要約している。 
引退後、ウィリアムズはニュージャージー州ウェストウッドで妹と20年暮らし、1954年に亡くなる。没年は90歳であった。 

## 著作
- Williams, Anna Wessels; Lowden, May Murray (1906). The etiology and diagnosis of hydrophobia. [s.n.]
- Park, William Hallock; Williams, Anna Wessels (1910). Pathogenic micro-organisms, including bacteria and Protozoa; a practical manual for students, physicians and health officers. Internet Archive. New York; Philadelphia, Lea & Febiger
  - Park, William Hallock; Williams, Anna W.. Pathogenic micro-organisms, including bacteria and Protozoa; a practical manual for students, physicians and health officers, (2d ed., enl. and thoroughly rev. ed.). New York and: Lea brothers & co.,
  - Park, William Hallock; Williams, Anna Wessels (1939) (英語). Pathogenic Microörganisms: A Practical Manual for Students, Physicians and Health Officers. Lea & Febiger
- Park, William Hallock; Williams, Anna Wessels (1929). Who's who among the microbes. Internet Archive. New York, Century　微生物事典。閲覧にはログインが必要。
- Williams, Anna Wessels (1932). Streptococci in relation to man in health and disease. London : Baillière, Tindall & Cox; Baltimore : Williams & Wilkins.　連鎖球菌について。
- Williams, Anna Wessels (c.1935) (英語). Autobiography, Chapter 22. pp. 27- 2019年10月24日閲覧. "Courtesy of: 79-M182--81-M157, Carton 2, Harvard University, The Radcliffe Institute for Advanced Study, Schlesinger Library, Cambridge."　自伝の手稿。

## 関連文献
代表執筆者の姓のABC順。
- O'Hern, Elizabeth Moot (1985). “Anna Wessels Williams 1863‐1954” (英語). Profiles of Pioneer Women Scientists. Acropolis Books. pp. 32-. ISBN 9780874918113.
- Sicherman, Barbara; Green, Carol Hurd (1980). “Anna Wessels Williams. Military: Florence Aby Blanchfield --” (英語). Notable American women: the modern period : a biographical dictionary. Cambridge, Mass.: Belknap Press of Harvard University Press. ISBN 9781849722704. OCLC 221276972.
- “Williams, Anna Wessels--1863-1954” (英語). Records of the Bureau of Vocational Information, 1908-1932. Schlesinger. (1908). OCLC 706356125.